# دانه قناری (سرده)
دانه قناری (نام علمی: Phalaris) نام یک سرده از تیره گندمیان است.